# نودرس
نودرس (به آلمانی: Nauders) یک منطقهٔ مسکونی در اتریش است که در ناحیه لاندک واقع شده‌است. نودرس جزو ایالت تیرول به حساب می آید. نودرس ۹۰٫۳ کیلومتر مربع مساحت دارد ۱٬۳۹۴ متر بالاتر از سطح دریا واقع شده‌است.